# 山崎竜二
山崎 竜二（やまざき りゅうじ）は、SNK（SNKプレイモア）の対戦型格闘ゲーム『餓狼伝説』シリーズなどに登場する架空の人物。
フルネーム表記でない場合はゲームやメディアなどでは姓である「山崎（YAMAZAKI）」と表記され、名である「竜二（RYUJI）」は基本的に用いられない。

## キャラクター設定
『餓狼伝説3』（以下『餓狼3』と表記）にて初登場。沖縄県出身の日本人で、風貌はツーブロックで頭頂部の髪を金髪に染めてオールバックにした髪形に、192cmの長身で筋骨隆々とした体格を誇る。眉間が盛り上がり、切れ長の目つきに、鼻梁は先が尖っている。一部の演出やデモでもろ肌を脱いだ所を見ることができ、胸元に大きな傷がある。出で立ちは、Tシャツ（『餓狼伝説』シリーズ、『KOF』の『2003』、『XIV』）やタートルネックと革ベスト（『KOF』の『'97』 - 『2000』、『2002』）にスラックス、革靴（『XIV』では白）、輪ゴムでとめたオープンフィンガーグローブ（『XIV』では未着用）を合わせた黒ずくめの服装。戦闘中には脱ぎ捨てられるが、サングラスやシルバーフォックスの毛皮のロングコートも着用している。好きな食べ物は馬刺しだが、故郷である沖縄の料理では豚足料理が好物。職業は闇のブローカーで、香港の九龍城砦に潜伏しつつ武器の横流しや密出入国の幇助などで生計を立てている。
平時においては合理的で計算高さを見せる振る舞いから理知的に見えるが、その本質は野獣の様な凶暴さや残忍さに加え、悪辣なまでの狡猾さを兼ね揃えた危険人物。ポケットに入れている左手（これについては後述）を抜く事で正気を失って奇声を発し、凶悪かつ文字通り狂ったような動作を行い、狂気にまかせて目の前のものを破壊する猟奇的な性格に変貌する。「我流喧嘩空手」という独特の武術を扱う実力者だが、格闘家としての誇りなど欠片も無く、むしろ決められたルールに従うことを嫌う自らにとって、厳正なルールを持って行われる格闘技は「最も信用ならない者同士のじゃれ合い」としか認識していない。常に自らの生死を賭けた危険と隣り合わせな領域の中を生きてきたが故に異常なまでの好戦的で、自身でも「人間の骨の軋む音や、筋の切れる音がたまらなく好き」と公言して憚らない。その暴力性に加え、素手で挑んできた相手に平然と刃物を使うなど、基本的に自らが勝つためには手段を選ばず、他者を利用するだけ利用した挙句に最後は切り捨てる形で殺すことも厭わない。己の利益に繋がらない限りは誰とも組まずに単独で行動する一匹狼となっている。
なお、自らが活動する香港の実業家であるチン・シンザンとは、互いの利益において不利となる者同士として対立しており、同じく香港の刑事であるホンフゥからも行く先々を追って来る形で執念深く狙われている。また、彼と関係の深いキム・カッファンからも、「教育」の対象と見なされている。
なお、キャラクターのモデルについては「映画なら『ブラック・レイン』の松田優作（が演じた佐藤浩史）」とコメントされている。

### 生い立ち
生まれた時には既に親はなく、施設で育つ。施設にいた当時の山崎は友達が皆無同然で、施設内はおろか米軍の不良軍人と度々揉め事を起こす問題児であった。その施設を13歳の時に脱走して、米軍キャンプ近くの軍人崩れの不良外人のたむろする歓楽街を根城に、生き抜く術を養う。
米軍の武器の横流しに関わった際、日本本土に拠点を持つ極道組織の幹部である反町（そりまち）と出会い、彼の弟分となる。反町は小柄だが喧嘩空手の達人で、沖縄で山崎と初めて出会った時に基地内では敵なしと言われたマイクという不良外人のボクサーを一撃で仕留めてみせた。以降、山崎は反町を兄のように慕い、組織での生き方や喧嘩空手を教わる。反町の風貌は俳優の菅原文太に似ているという。
武闘派だった反町は穏健派であった組織のボスたちと軋轢を抱え、山崎が20歳の時、当時の敵対組織との抗争の長期化を懸念した組織のボスから全ての責任を擦り付けられ、手打ちのためとして対抗組織に身柄を引き渡され、結果的に殺されてしまう。一部始終を知って激昂した山崎は、反町を陥れた組織のボスのもとへ乗り込み、笑いながらボスを嬲り殺しにする。だが、この行為は組織内における上下関係を絶対視する極道社会の掟から完全に逸脱したものとなり、結果として日本全土の闇組織を敵に回す事態になり海外へ逃亡。やがて香港にまで辿り着き、治外法権の魔窟と呼べる九龍城砦へと潜伏し、ブローカーとして香港の裏社会で暗躍していくことになる。

### 「左手」の設定
通常、彼の左手はズボンのポケットの中に仕舞われている。これは、気持ちを落ち着かせるためであると同時に、彼の凶悪な破壊力を持つ左手を反町によく褒められていたために、左手を見るたびに反町（特にその最期）について思い出して正気が保てなくなるためである。平時は左手を使うことなく戦い、凶悪な技を繰り出すときのみ左手を用いる。なお、利き手は左手ではなく、右利きである。『餓狼伝説』シリーズ本編では親指を出した状態で左手をポケットに入れた設定になっているが、『KOF』では左手を全部ポケットに入れた設定になっている。
この設定はゲーム中では左向き（＝2Pで対戦開始時の向き）で準ずるよう扱われていた。これは山崎の初出作品『餓狼3』において、山崎が主にCPU敵キャラクターとして登場することに由来する。しかし3D作品であった『餓狼伝説 WILD AMBITION』（以下『餓狼WA』と表記）では間違いで右手がポケットにしまわれている。
また『CvS』シリーズでも西村キヌが描いたイラストは右手をポケットに入れている。その後『KOF2002』（以下『2002』と表記）、『2003』で登場した際もイラストでは右手がポケットに入っており、当初の設定とは逆の状態が定着した。
『2002』『2003』の山崎の勝利メッセージでのグラフィックと「アウトローチーム」のエンディングで山崎は、左手をポケットに入れていた。また、『KOF2002』のリメイクである『KOF2002 UNLIMITED MATCH』（以下『2002UM』と表記）でもヒロアキによるイラストは左手をポケットに入れた姿になっている。『XIV』『XV』では『餓狼WA』3Dグラフィックと違い『XIV』『XV』の3D公式イラストと3Dグラフィックでも左手をポケットに入れており、現在は左手の設定がしっかり戻っている。

## 来歴

### 餓狼伝説シリーズ
『餓狼3』にて初登場。香港で闇のブローカーとして活躍する中、始皇帝の財宝の在処が記されているとされる「秦の秘伝書」が自らの莫大な利益に繋がると考えて興味を示し、秦兄弟と接触。秘伝書の内の2つを所有するギース・ハワードがいると思われるサウスタウンへとやってきた。また、元・名うてのキックボクサーであったフランコ・バッシュを、彼の息子を人質にとる形で手駒として従わせている。しかし、子供と侮って秦兄弟をうまく利用したつもりでいたものの、実際は彼等の身体を支配していた古の秦一族の魂の意思によって逆に利用されていただけであったのだが、その真実について知る由も無かった。
秘伝書の手掛かりを探す中、テリー・ボガードを始めとする実力ある格闘家達がサウスタウンへとやって来て、彼等もまた秘伝書を狙っているのではないかと邪推しイーストサイドパークで襲い掛かるのだが、形勢が不利になったことで逃亡する。その後、今度はサウスステーションにて自らをしつこく追ってきたホンフゥを返り討ちにするも、その後チン・シンザンにより潜伏先がばれ、チンによりヘリコプターで連れて来られたテリーとの戦いに敗れたことで用済みと見なした秦兄弟からは切り捨てられ、反抗したフランコにも人質に取っていた彼の息子を奪還された上に秦の秘伝書は3つ共ギースの手に渡り計画は失敗に終わってしまった。その後は『餓狼伝説3』のホンフゥのエンディングでチンにより病院に運ばれ完治したホンフゥに逮捕されたが、護送中に警官を倒して逃亡している。
『リアルバウト餓狼伝説（『餓狼3』の半年後）』では、奪取に失敗した秘伝書を諦められなかった結果、秘伝書の全てを所有するギースを倒すべく、彼の開催した「キング・オブ・ファイターズ」に参加。ビリー・カーンと同様に最終戦まで勝ち残るも、結局は再びテリーに敗退する形で失敗に終わっている。

### 客演作品

#### KOFシリーズ
『ザ・キング・オブ・ファイターズ』（以下『KOF』と表記）シリーズには4作目の『KOF'97』（以下『'97』と表記）から参戦。ギースの策略でブルー・マリー、ビリー・カーンとともに「'97スペシャルチーム」として出場した。
左手をポケットから出した時だけ狂気を剥き出し、左手をポケットに閉まってる時は狡猾さを見せることもあった『餓狼伝説』シリーズに比べ、『KOF』シリーズでは左手をポケットにしまっているにもかかわらず常に狂気を剥き出しにした性格になっており、『KOF』に前後してドラマCDや『餓狼伝説』シリーズ本編を含めて次第に彼の狂気の側面ばかりが強調されるようになった。また、この作品で『餓狼伝説』シリーズからの客演キャラクターにもかかわらず、オロチ八傑集の一人という設定が付加された。しかし七枷社からオロチ復活の協力を呼びかけられても全く意に介さず、己の利益のみを考えて生きており、『'97』のエンディングではギャラの取り立てと称してギースとビリーに襲い掛かっている。この事からオロチ編第3章兼最終章でオロチ八傑集で唯一の生き残りになった。また『KOF2003』（以下『2003』と表記）でもアウトローチームの一人として出場しているが、エンディングではオロチが再び目覚めようとしている影響からか、興奮状態に陥りチームメイトであったビリーに攻撃を仕掛けている。
なお、山崎が他の八傑衆と異なってオロチの意志に賛同しなかったことについて、サイトロン・レーベルよりリリースされた『'97』の攻略ビデオでは八神庵が「覚醒せずに生きた期間（人間だった時期）が長過ぎて、オロチの血による支配よりも山崎自身の本能が勝っていた」と推測している。
この設定の経緯は八傑集の数合わせのためで『KOF』のスタッフが『餓狼伝説』のスタッフに頼み込んだことによって実現した『KOF』シリーズ内の設定であり、『餓狼伝説』シリーズ本編ではオロチとは関わりがない（『餓狼』シリーズにおいては、当時の開発スタッフが「山崎はオロチの人なのか」という質問に対して「違う」と否定している）。
『KOF XIV』（以下『XIV』と表記）ではウィップ、ヴァネッサ、ロック・ハワードとともにダウンロードコンテンツキャラクターとして登場している。
『KOF XV』（以下『XV』と表記）ではハインの依頼でギース、ビリーとともにサウスタウンチームとして登場している。

#### その他
カプコン製作の『CAPCOM VS. SNK』（以下『CvS』と表記）シリーズ全てにも登場。カプコンキャラクターとの絡みでは春麗との対戦前において、ホンフゥも姿を見せる。春日野さくらからは「怖い女刑事がいるから改心したほうがいい」、ユンからは「こういう奴が社会をダメにする」、鑑恭介からは「風紀委員として不遜な態度を許せない」と言われる。また、シャドルーのメンバーのうち、バルログとは互いに険悪な関係にあるが、ベガとキャミィからは高く評価されている。さらにリュウからも「姑息な手を使わなくても充分強い」と実力を評価されている。
『CvS』シリーズに参戦しているSNK側キャラクターのうち、リョウ・サカザキからは「性格を直さないと入門させられない」、藤堂竜白には「お前の根性と同じくひねくれ曲がった無様な負けざま」、覇王丸には「武器（匕首）を隠し持つとは卑怯だ」と非難される。さらに八神庵にいたっては「ゴミにはゴミ溜めが似合う」と皮肉を言われた上でクズ呼ばわりされている。また、ジョー・ヒガシには「悪態をつきまくれば自分のかっこよさが際立つ」と挑発される一方、悪役レスラーのライデンからは「すぐ人気悪役になれるほどの大したヒールぶりだ」と評価されている。
『CvS』シリーズでは『餓狼伝説』シリーズや『KOF』シリーズにも存在しないテリー・ボガードとの特殊な対戦前デモがある。

## ゲーム上の特徴
格闘スタイルは反町から伝授された「喧嘩空手」がベース。彼からは「どんな手を使っても勝って生き延びること」「喧嘩のときは、相手を殺すつもりで戦え」という教えを徹底的に叩き込まれており、卑怯な技や凶器の使用もためらわない。匕首（あいくち）を忍ばせ、技に用いたり、ダウンした際に目潰しを食らわせたりするなど、使用する技は変則的な性質のものが多いが、足が長い分、蹴り技のリーチは長く、必殺技の「蛇使い」のそれは驚異の長さを誇る。
初登場作品の『餓狼3』では乱入キャラクターかつ表向きの最終ボスとして登場。CPU戦で4戦目を勝ち抜くと、画面に「ACCIDENT!」の文字が表示され、突如乱入してくる。この対戦で一度勝利すると山崎は一旦逃亡、CPUのギースを倒したあとに再び現れ、最初の戦いでは使用しなかった数々の強力な技をもってプレイヤーの前に立ちはだかる（『餓狼3』はランキング制度を採用しているため、ランキングが低いと山崎戦で終了）。山崎は大柄で動きが重く、リーチの長い「蛇使い」やそれぞれ打撃と飛び道具への反撃技である「サドマゾ」「倍返し」など、必殺技も防御的な側面が強いが、体力が減ると相手に高速で飛び掛る「ギロチン」（しゃがみガード不能）という超必殺技を出してくるという落差が特徴となっている。山崎の攻撃力は高く、プレイヤーが優勢であっても「ギロチン」を食らうことで一撃で逆転されることもままある。なお、家庭用のネオジオのメモリーカードにある『餓狼3』のデータをロードすることにより、アーケード版でも使用が可能。潜在能力版の｢ギロチン｣は溜めが必要なく攻撃力がアップしている。
『リアルバウト餓狼伝説』（以下『RB』と表記）以降の『餓狼』シリーズでは、通常技のリーチの長さはそのままに、「蛇使い」のコマンドが簡略されて使いやすくなった。レバー1回転入力の「ドリル」、「爆弾パチキ」といったコマンド投げが追加されたことで接近戦での行動の選択肢も広がった。
『KOF』シリーズでは、「蛇使い」や通常技をはじめとして技の動作が重いものが多い。ジャンプが緩やかで、また、このゲーム独特の操作感も手伝うために、『餓狼』シリーズと同様の感覚で操作することはできない。それでも、「蛇使い」は遠距離から相手を攻撃できる手段として多用することになる。ギロチンの性能も『餓狼』シリーズとは微妙に異なるため、違った使い方をすることになる。相手の動きを見極めて、自分の攻撃を的確に当てていくことが要求される。
『XV』での性能は、前作『XIV』をもとにより攻撃的な性能に調整されている。

## 技の解説

### 避け攻撃
斧
『餓狼3』での避け攻撃。体を横に寄せてから腕を振るう。
薙
『RB』シリーズでの避け攻撃。上半身を沈めてから、片手を横に振り払う。

### 特殊技
ブッ刺し
腕を振りかぶり、拳を振り下ろす。作品を通してしゃがみガード不可となっている。
昇天
アッパーカットを出す。攻撃判定が2回出現する。『餓狼3』ではしゃがみ強パンチだった。
目ツブシ
『RB』にて追加された技で、起き上がりざまに相手に砂を投げ付けて目を潰す。作品によっては裾を払う動作が付く。
鉄の爪
『RB』にて追加された技で、ダウン中の相手に爪を振り下ろして攻撃する。
へこまし
『リアルバウト餓狼伝説スペシャル』（以下『RBS』と表記）にて追加された技で、ダウン中の相手を踏み付ける。
カチ上げ
『RBS』にて追加された技で、空中でアッパーカットを出す。攻撃判定はそれなりに強く、当てた後は「蛇使い・上段」で追撃できる。
カチ割り
相手の足元を手刀で刈る。
ドカン
脚を振り上げた後にヤクザキックを出す。『XIV』では後半のヤクザキックのみを繰り出す。
地獄蹴り
助走を付けてから浴びせ蹴りを出す。

### 通常投げ
倒し
『餓狼3』での通常投げ。相手の顔面を掴んだあとに、その足を引っ掛けて倒す。
チョーク
「倒し」からの連係技で、倒した相手の首を連続で締め上げる。技後は相手との間合いが離れる。

パチキ
相手の眉間に連続で頭突きを入れ続ける。『餓狼3』では頭突きの回数が固定されていて一発ごとの威力が低いが、有効間合いが非常に広い。
ブン投げ
『RB』以降の通常投げ。相手の首を片手で絞め上げて、後ろに投げ飛ばす。『'97』以降の通常投げでもある。
カマホリ
『餓狼WA』で使用する背後投げ。相手の股間を後ろから蹴り上げる。
シメアゲ
『'97』にて追加された通常投げ。相手の首を片手で絞め上げて、真下に叩き付ける。山崎の通常投げは双方ともダウン回避不可。
カチコミ
『XIV』で「シメアゲ」の代わりに追加された通常投げ。相手の胸倉を掴み、膝蹴りを叩き込んでから蹴り飛ばす。

### コンビネーションアーツ
『餓狼3』では、立ち弱パンチを高速で連発して相手を別ラインに飛ばす「超線切れ」が強力。「ブッ刺し」から始まるコンビネーションもある。
『RB』シリーズの「コンビネーションアタック」は、「昇天」で相手を打ち上げるものが強力で、キャンセルで「蛇使い 上段」や、超必殺技の「ギロチン」が追撃として入る。

### 必殺技
蛇使い
片腕の関節を外してダラリと下に垂らし（この時「いくぞ」という台詞を3回繰り返すが、無防備状態でもある）、その後フリッカージャブの要領で前方へ異常なまでに伸びるジャブを繰り出す。ほぼ水平に繰り出す「前方」、斜め上に繰り出す「対空」、相手の足元を狙って繰り出す「下段」（『RBS』初出）が存在する。腕の関節を外した構えで一定時間待機することもでき、作品によってはこの時に出した場合には技の性能が変化する他に威力が上昇したり、一定時間経過後に入力したボタンに対応した方向が発生するものがある。
蛇だまし
『RB』にて追加。腕の関節を外した状態で一定時間待機させた状態から「蛇使い」を使用しないフェイント技。
大蛇
『RBS』にて「蛇使い」を最大まで溜めると、この技に変化する。下段→前方→対空と連続して「蛇使い」を繰り出す。『KOF'98 ULTIMATE MATCH』（以下『'98UM』と表記）の裏性能版でも同様に採用されている。

サドマゾ
顔を前方に突き出した状態で舌を出して挑発し、この時に顔の付近に相手の打撃技を受けると、ひるんだモーションから高速で体勢を立て直し相手に突進して左手で殴り返す（『CvS』シリーズでは突進せずに殴り返し、『XIV』ではその場で頭突きを繰り出す）、いわゆる当て身打ち技。作品によっては足払いなどの下段判定の技も取れることがある他、反撃部分はガード可能であったり不可能であったりする。
倍返し
左手をポケットから出し、相手の飛び道具を掴みにかかる。掴みに成功すると、飛び道具の形状を変えて水平に勢いよく相手に投げ返す。作品によっては不知火舞の「花蝶扇」や望月双角の「まきびし」のような道具を使用した技も返せる。ほかに片腕にエネルギーを蓄積したあとに任意のタイミングで投げ返す、などの性能変化もある。秦崇雷の「帝王宿命拳」やレオナ・ハイデルンの「アイスラッシャー」など、はね返すこともかき消すことも不可能な飛び道具も存在する。
『KOF』での設定では、この技はオロチの力を利用したものとされている。
裁きの匕首（さばきのあいくち）
初出は『RB』。前進しながらおもむろに匕首を取り出して攻撃する。作品により攻撃の内容が違っていて、『RB』では横薙ぎを一度か二度繰り出す。『RBS』と『リアルバウト餓狼伝説2』（以下『RB2』と表記）では柄で殴り付けた後、抜刀して腹部を突く。『KOF』シリーズでは横薙ぎに斬る攻撃を繰り返すもので、『'98UM』の裏性能版のみ『RBS』・『RB2』と同様の動作になる（ただし上記2作品と異なり、前進距離はほとんどない）。『CvS』では横薙ぎのみか、その後さらに腹部に突き込む。
爆弾パチキ
初出は『RBS』。有効間合いの広さや威力が作品により異なる。片手で相手を掴み、片脚を上げて踏み込みつつ強烈な頭突きを叩き込み、その直後に爆発を起こす。作品によっては、その後で自分の頭を摩って硬直するが、山崎にダメージはない。
ヤキ入れ
初出は『RB2』。脚を振り上げたあとに踵落しを繰り出す。ヒートブロウもこれに類似した技。『RB2』や『'98UM』での裏性能版では「トドメ」でキャンセル可能。
トドメ
『RB2』および『'98 UM』の裏性能版のみの技。ダウンしている相手を2回踏み付けた後、蹴り飛ばす。『RB2』では反対側に蹴り飛ばすのに対し、『KOF'98 UM』では正面に蹴り飛ばした後に高笑いする動作を取る。
毒手
初出は『餓狼WA』。ポケットから左手を出して、貫手で相手の腹部を貫く。その後、相手を滅多刺しにしてアッパーカットで殴り飛ばす。『CvS』では貫手で貫くだけになっている。
地獄パンチ
『RBDM』のみの技。おもむろにポケットから左手を出して、大きく振りかぶって殴り付ける。
砂かけ
『'97』にて初披露。片足を前方へ出して相手に砂をかける。技がヒットした際は、蛇使いでキャンセルすることができる。
ネジ込み
『2002UM』での技。身を引いてからボディブローを繰り出す。弱は相手のガードゲージを半分ほど減らし、強は必ずガードクラッシュに陥らせる。

### 超必殺技（潜在能力）
ギロチン
奇声を発しながら（作品によっては特定の台詞を発する）跳び上がり、上空から左手で相手の喉笛を捕らえる。その後、相手を押し倒して首を絞めつつ地面を引きずり回し、相手を天高く投げ飛ばす。作品により、最初に跳び上がりつつアッパーカットを繰り出す、手で放り投げる代わりに上空へ蹴り上げる、4-6回ほど踏み付けまくってから蹴り飛ばす、などの演出の違いがある。また、掴み掛かる部分の攻撃も作品によっては下段ガード不能なものもある。
ドリル
初出は『RB』（『餓狼』シリーズでは潜在能力やオーバードライブパワー）。相手を片手で掴み上げて、アッパーカットではるか上空に打ち上げる。その後しばし力を溜めた後、落ちてきた相手に様々な暴行を加え、最後に渦状のオーラを纏った左手で殴り飛ばす。力を溜めている間にボタンを連打することによって、4段階または5段階（『RB2』と『餓狼WA』、『'98UM』の裏性能版のみ）に攻撃が大きく変化する。また、左手で殴り飛ばすまでボタンを連打し続けることによって、腹を抱えて高笑いする特殊な挑発（特に効果はない）が出る作品や、投げが不成立だった場合は打撃技に変化する作品もある。
ショベル
『餓狼WA』のみの超必殺技。鋼を打ち合わせるような音と共に両手を構えた後、両手の手刀で相手の足元を刈り続け、とどめに相手を遠くまで転がす。
悪夢…そして狂気
初出は『2002』。相手に走り寄り、匕首で抉ってから、崩れ落ちた相手を踏み付けまくって蹴り飛ばす。
…!!
初出は『2002』（MAX2）。相手を掴み上げた後で地面に叩き付け、両手で「蛇使い」を30発以上繰り出しながら相手を滅多打ちにする。最後は相手の首付近に噛み付いて投げ捨てる。
狂拳
初出は『2003』（リーダー超必殺技）。「悪夢…そして狂気」と同様に匕首で突き刺したあとに「…!!」の地面に叩き付けたあとと同じ攻撃を行う。
マムシ
初出は『XIV』。貫手で相手の腹部を突き刺す技で、MAX版はそこからさらに「ドカン」で蹴り飛ばしてフィニッシュする。
上述の「毒手」が超必殺技になったものだが、こちらは一定時間相手を毒状態にできる。

### ストライカー動作
ヤリ逃げ
画面外から跳び蹴りを出しつつ飛んできて、「ドリル」のフィニッシュ時に出す渦上のアッパーカットにつないで殴り飛ばす。その後に挑発して去っていく。『KOF'99 EVOLUTION』（以下『'99』と表記）でのエキストラストライカー（Justice）として登場する際に使用。
さらし首
相手の位置を捕捉して画面外からジャンプパンチを出しながら飛んでくる。食らった相手の首を一定時間絞め上げて拘束する。『'99』でのエキストラストライカー（Dark）、および『KOF2000』でマリーのアナザーストライカーとして呼び出した際に使用。

## 他のメディアでの山崎
ドラマCD
2005年に発売された『KOF完全読本』に同梱されたドラマCD「KOF:Mid Summer Struggle」では『餓狼』キャラクターで唯一登場している。作中ではネスツの生き残りであるニコラス・シャオルーンと結託し、とある島で裏大会を開催しようと目論む。その手始めとして草薙京、麻宮アテナに招待状を送り付けて大会への参加を強要するが、二人には逃げられてしまう（この失態をシャオルーンに咎められ、大会ができない事態になった場合のことを指摘された際には「（ハンディキャップマッチとして）その時は全員まとめて相手してやる」と語っている）。その後、逃げた招待選手を捜索している途中、マキシマと別行動を取っていたK'に遭遇。マキシマと合流するため、車を借りると言ったK'に「俺に勝てたら」という条件を出して襲いかかる。
漫画版
『コミックゲーメスト』に掲載された読み切り作品『K.O.F.'97異伝 ヤマザキ曜変』および『K.O.F '97 ヤマザキ異伝 蛇（ハブ）』（作：天獅子悦也）は、同作者による『餓狼』を題材とした一連の作品（『ギース・ハワード外伝』および『闇のギース』）のオリジナル設定と、『KOF』における山崎がオロチ八傑集の一員であるという設定の双方を引き継いだ作品となっている。
『蛇』では山崎の幼少期の境遇、「PX」のコードネームで呼ばれる米軍の特務少尉（本名：ケン・ウエハラ）との関係が描かれ、PXが山崎の実父であることが示唆されている。

## 登場ゲーム
- 餓狼伝説シリーズ
  - 餓狼伝説3
  - リアルバウト餓狼伝説
  - リアルバウト餓狼伝説スペシャル
  - リアルバウト餓狼伝説2
  - 餓狼伝説 WILD AMBITION

- ザ・キング・オブ・ファイターズシリーズ
  - ザ・キング・オブ・ファイターズ'97
  - ザ・キング・オブ・ファイターズ'98
    - ザ・キング・オブ・ファイターズ'98 ULTIMATE MATCH

  - ザ・キング・オブ・ファイターズ'99 EVOLUTION（DC版など。エキストラストライカーとして）
  - ザ・キング・オブ・ファイターズ2000（アナザーストライカーとして）
  - ザ・キング・オブ・ファイターズ2002
    - ザ・キング・オブ・ファイターズ2002 UNLIMITED MATCH

  - ザ・キング・オブ・ファイターズ2003
  - ザ・キング・オブ・ファイターズ NEOWAVE
  - ザ・キング・オブ・ファイターズXIV（DLCキャラクターとして）

- CAPCOM VS. SNKシリーズ
  - カプコン バーサス エス・エヌ・ケイ ミレニアムファイト 2000
    - カプコン バーサス エス・エヌ・ケイ ミレニアムファイト 2000 PRO

  - CAPCOM VS. SNK 2 MILLIONAIRE FIGHTING 2001

- クラッシュフィーバー
- 大乱闘スマッシュブラザーズ SPECIAL

## キャスト
- 石井康嗣（『餓狼伝説』シリーズ、「KOF」シリーズ〈『'97』 - 『2003』〉）
- 最上嗣生（『KOF XIV』以降の関連作品）
- 津田健次郎（『for GIRLS』のみ[14]）

## テーマ曲
- 「出たな!」 - 『餓狼3』（乱入イベント画面）
- 「ENGAGE3」 - 『餓狼3』（1戦目）
- 「C62 -シロクニ-」 - 『餓狼3』（2戦目）、『RB』
- 「C62 -シロクニ- Ver.2」 - 『RBS』、『RB2』、『RBDM』（アレンジ）、『KOF'97』、『KOF'98』
- 「Black Rose」 - 『餓狼WA』

## 関連人物
- ホンフゥ - 宿敵
- フランコ・バッシュ - 『餓狼3』にて、彼の息子を人質にとって悪事に加担させた
- 秦崇秀 - 始皇帝の財宝を手に入れるために利用
- 秦崇雷 - 始皇帝の財宝を手に入れるために利用
- テリー・ボガード - 敵対
- ギース・ハワード - 敵対、『KOF』では依頼人、『KOF XV』のチームメイト
- ビリー・カーン - 敵対、『KOF』ではチームメイト
- ブルー・マリー - 調査対象として目をつけられる、『KOF'97』のチームメイト
- 反町 - 兄貴分
- 牙刀 - 『KOF 2003』のチームメイト（『餓狼伝説』シリーズ本編では面識なし）
- オロチ - 『KOF』キャラクター、オロチ一族の長、『KOF』シリーズでは八傑集の力を受け継いでいる、敵対関係
- 七枷社 - 『KOF』キャラクター、オロチ八傑集四天王、敵対関係、『KOF京』では共闘する
- ハイン - 『KOF』キャラクター、ギースの新たな部下、『KOF XV』では出場を依頼する